# Comet tank
De Comet tank of voluit Tank, Cruiser, Comet I (A34) is een Britse tank, geleverd vanaf december 1944 (tegen het eind van de Tweede Wereldoorlog) en in het VK in gebruik tot 1958. De Comet was de opvolger van de Cromwell en hoorde bij de reeks van Cruiser tanks.
De Comet maakte de Challenger overbodig en was een stap richting de ontwikkeling van de Centuriontank. Het nieuwe 77 mm kanon met hoge mondingsnelheid werd gemonteerd in een nieuwe koepel, met een lager profiel. Dit nieuwe kanon was effectief tegen de Panther op gemiddelde afstand en soms tegen de Tiger 1 op korte afstand. Om economische redenen probeerde men zoveel mogelijk onderdelen van de Mk VI Crusader te gebruiken.
Er zijn 1186 Comets gemaakt.

## Achtergrond
In de aanloop naar de Tweede Wereldoorlog ontwikkelden de Britten een doctrine voor tanks, deze onderscheidde:
- Lichte tanks, licht bewapend, licht bepantserd, maar snel. Deze dienden voor verkenning.
- Infanterietanks, goed bewapend, zwaar bepantserd, maar langzaam. Deze begeleidden de infanterie in het gevecht.
- Cruiser tanks (cavalerietanks), goed bewapend, redelijk bepantserd, maar toch snel. Deze dienden om de openingen in de vijandelijke linie die de infanterie (met infanterietanks) sloegen te benutten. Deze opereerden dus achter de vijandelijke linies.

### Cruiser tanks
De Cruiser Mk I, II, III en IV werden in kleine aantallen geproduceerd en werden beperkt in de strijd ingezet. De Mk I en II hadden hetzelfde onderstel dat later in de Valentine tank gebruikt werd. Vanaf de Mk III hadden alle Cruiser tanks een onderstel dat gebaseerd was op het ontwerp van de Amerikaan Christie, dat gekenmerkt werd door grote loopwielen met per individueel (dubbel) loopwiel een drukveer die grote verticale beweging toeliet. Dit zorgde ervoor dat de tank zich goed cross-country kon bewegen. De Britten hadden het idee afgekeken van de Russen die Christie onderstellen gebruikten in hun BT-serie (en later in de T-34 tank).
De Cruiser Mk V, de Covenanter, werd in vrij grote aantallen geproduceerd maar nooit in de strijd ingezet. De eerste succesvolle Cruiser tank was de Crusader (de Mk VI): het succes berustte op haar snelheid. Wat betreft bewapening en bepantsering bleef de Crusader toch steeds meer achter bij de steeds beter bewapende en bepantserde Duitse tanks.
De latere modellen van de Crusader hadden het 6-ponder kanon; de logische volgende stap was om het 17-ponds anti-tankkanon te gaan gebruiken. Dit bleek niet te passen in het Cruiser concept. Ook was duidelijk dat met een zwaarder kanon en een zwaardere bepantsering een nieuwe tank ook een krachtiger motor nodig had.
Dit leidde tot de Cavalier, Cromwell, Centaur, Challenger en Avenger tanks, met verschillende motoren en kanonnen. Hiervan werd alleen de Cromwell tank in de strijd ingezet. De Cromwell had een Rolls-Royce Meteor motor die zeer betrouwbaar bleek en de tank goede mobiliteit gaf. Maar de aanzienlijke sprong in motorvermogen bracht ook problemen mee: de tank was geneigd om zijn rupsbanden af te gooien als de spanning niet goed was onderhouden. Er waren ook wel problemen met het breken van de ophanging, deels vanwege de hoge snelheid. 
Het 6-ponder kanon (57mm Ordnance QF 6 pounder) was wel bruikbaar in de anti-tank rol maar vaak was juist een granaat (met explosieve lading) nodig (bijvoorbeeld tegen anti-tank kanonnen). Voor de Cromwell werd het 6-ponds kanon uitgeboord tot 75 mm, zodat het dezelfde granaten kon verschieten als de Sherman tank. Dit was een compromis, en slechts matig geschikt in de anti-tankrol.
In de praktijk werd dit ondervangen door de ontwikkeling van de Sherman Firefly (met een 17 ponds kanon). Per troep werden drie Cromwell's gecombineerd met één Sherman Firefly.

## Comet
De Comet gebruikte dezelfde motor als de Cromwell, maar had een aangepaste, kortere versie van het 17-ponds kanon. Dit heette een "77mm High Velocity" kanon, maar had eigenlijk hetzelfde kaliber (76.2 mm) als het 17-ponds kanon; ook de munitie was uitgevoerd in een verkorte (minder krachtige) versie. De bepantsering van de Comet werd versterkt ten opzichte van de Cromwell. Omdat de Comet zwaarder was, was ze ook langzamer. De koepel werd electrisch gedraaid (net als bij de Churchill tank). 
De Comet kwam te laat in dienst om nog veel in gevechten betrokken te zijn.

## Specificaties
- Bemanning: 5; Commandant, schutter, lader, machinist, bestuurder, rompschutter.
- Bepantsering: 32mm tot 102mm
- Hoofdbewapening: Een 77mm met 61 projectielen
- Extra bewapening: 2 keer een 7.92mm Besa MG met 5.175 kogels.
- Motor: Rolls-Royce Meteor Mark III V12 op benzine met 600 hp (447 kW)
- Brandstofcapaciteit: 530 L
- Maximale rij-afstand: 198 km
- Snelheid op de weg: 61 km/u